# Florian Ungler

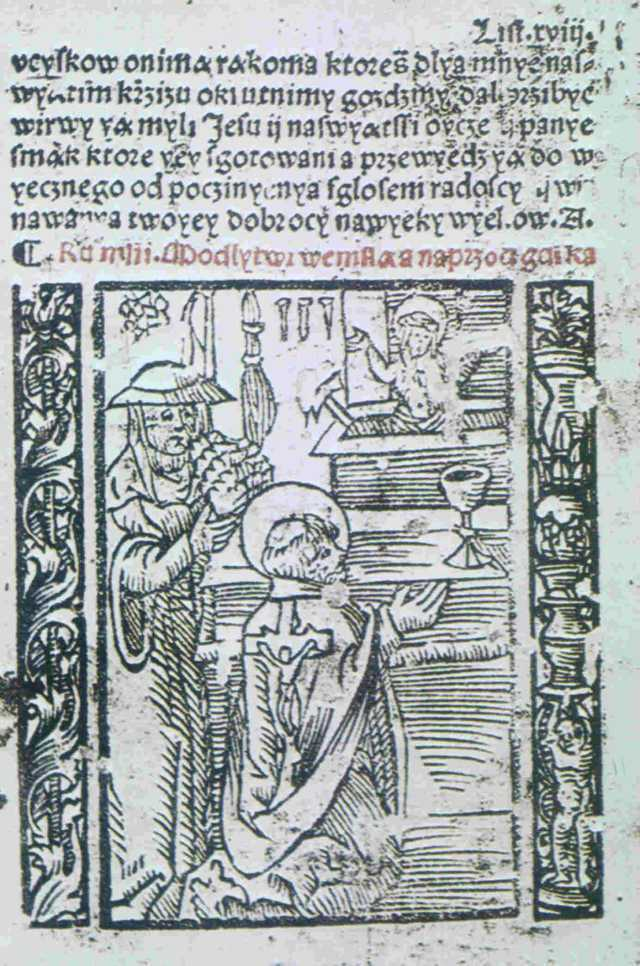
Hortulus Animae

Florian Ungler (fallecido en 1536 en Cracovia) y Kasper Hochfeder fueron impresores de Baviera que, a partir de 1510, se convirtieron en pioneros de la impresión y la publicación en lengua polaca.
- 1512 Introductio in Ptolomei Cosmographiam,[3] con mapas de América.
- 1513 El Raj duszny (El paraíso espiritual) o Hortulus Animae (literalmente "Jardín del alma") de Biernat de Lublin, fue considerado el primer libro impreso íntegramente en polaco.[4][1] Es, de hecho, el segundo.[5]
- 1514 Orthographia seu modus recte scribendi et legendi Polonicum idioma quam utilissimus, la primera gramática de la lengua polaca.

Ungler también pasó a la historia como innovador de las fuentes. En 1527, utilizó una fuente ligeramente cursiva, que se considera el primer intento de crear una fuente polaca. Alrededor de 1531 introdujo el texto fractal, también utilizó fuentes hebreas y griegas. En Hot Paradise y otros libros, usó, por ejemplo, la letra griega alfa para denotar los sonidos polacos ą y ę. También publicó en húngaro y alemán.
Después de haber publicado unas 80 obras de gran calidad, tuvo que cerrar su taller, trabajando durante algún tiempo para su competidor Johann Haller. A partir de 1521 volvió a trabajar en un nuevo taller propio, publicando 160 obras hasta su muerte en 1536, tras lo cual su esposa Helena Ungler continuó hasta 1551.